# Gia tài bác sĩ
Gia tài bác sĩ là một bộ phim truyền hình được thực hiện bởi M&T Pictures cùng HK Film do Nguyễn Minh Cao làm đạo diễn. Phim phát sóng vào lúc 18h00 từ thứ 4, 5, 6 hàng tuần bắt đầu từ ngày 5 tháng 9 năm 2008 và kết thúc vào ngày 21 tháng 11 năm 2008 trên kênh HTV9.

## Nội dung
Gia tài bác sĩ kể về đời sống riêng tư và nghề nghiệp của hai bác sĩ thực tập là Lộc (Việt Anh) và Hạnh (Thanh Hằng) cùng những người hướng dẫn họ ở bệnh viện – một nơi mà mọi người vẫn cho là lạnh lẽo, khô cằn nhưng thật ra lại luôn tràn ngập tình thương yêu.

## Diễn viên
- Thanh Hằng trong vai Hạnh[7]
- Việt Anh trong vai Lộc[8][9]
- Dương Hoàng Anh trong vai Thảo[10][11]
- Huỳnh Anh Tuấn trong vai Lý Kính
- Mai Huỳnh trong vai Hoàng

Cùng một số diễn viên khác....

## Giải thưởng
| Năm  | Giải thưởng   | Hạng mục                               | (Người) đề cử   | Kết quả   | Tham khảo     |
| ---- | ------------- | -------------------------------------- | --------------- | --------- | ------------- |
| 2008 | Giải Mai Vàng | Nam diễn viên truyền hình              | Việt Anh        | Đoạt giải | [ 12 ]        |
| 2008 | Giải Mai Vàng | Đạo diễn phim truyền hình              | Nguyễn Minh Cao | Đề cử     | [ 13 ] [ 14 ] |
| 2009 | HTV Awards    | Nữ diễn viên chính được yêu thích nhất | Thanh Hằng      | Đề cử     | [ 15 ] [ 16 ] |